# 伊沃·吕埃格
伊沃·吕埃格（德語：Ivo Rüegg，1971年4月15日—），瑞士男子雪车运动员。他曾代表瑞士参加国际雪车联合会世界锦标赛，获得二枚金牌、二枚银牌和一枚铜牌。他也曾参加2006年和2010年冬季奥运会。